# Tila Tequila
Tila Tequila, pseudonimo di Thien Thanh Thi Nguyen, nota anche come Tila Nguyen, Tornado Thien, Miss Tila e Angel Nguyen (Singapore, 24 ottobre 1981), è un personaggio televisivo, cantante, pornostar e showgirl statunitense di origine vietnamita.

## Biografia
Tila Nguyen è nata a Singapore da genitori franco-vietnamiti, profughi, e vive negli Stati Uniti dall'età di un anno quando la famiglia si trasferì a Houston, in Texas; fino agli otto anni visse in una comunità buddista. In alcuni siti internet, si racconta della sua infanzia e adolescenza molto turbolente: a undici anni ha provato l'eroina, a tredici anni cominciò a bere, a quattordici anni fu mandata in un collegio per diversi mesi, a quindici anni si fece il primo tatuaggio e cominciò a fumare, e a sedici anni fuggì a New York.
Ed è a New York che, sembra per caso, Tila viene scoperta in un centro commerciale da un talent scout di Playboy, proprio poco dopo aver ottenuto il diploma di scuola superiore. Inizialmente scettica, Tila poi accetta l'offerta di collaborare e si trasferisce a West Hollywood. È in questo periodo che assume il soprannome "Tequila" dovuto, racconta, da una esperienza giovanile quasi fatale con gli alcolici (poiché, ironia della sorte, Tila è allergica all'alcol secondo sue dichiarazioni; secondo altri dovuti all'essere andata più volte in coma etilico).
Tila Tequila dichiara di aver frequentato un corso di "Relazioni pubbliche" presso l'Università di Houston dal 2001 al 2002.

### Musica
Ha all'attivo la pubblicazione di un brano musicale su etichetta MySpace Records, l'apparizione in numerose riviste come Maxim e Stuff e nel videogioco Street Racing Syndicate; è soprattutto nota per essere titolare di una delle pagine personali più popolari in assoluto sul social network Myspace, sul quale è presente con diversi brani musicali oltre che con numerose fotografie. Nel 2006 è stata messa sotto contratto da una sottoetichetta della major discografica Universal Music Group gestita da will.i.am dei Black Eyed Peas.
Nel 2007 viene citata in giudizio dall'etichetta The Saturday Team e da Icon Music Entertainment Services per una presunta violazione del contratto relativo all'uscita dell'EP Sex, pubblicato nel marzo 2007 dalla stessa The Saturday Team.
Il 7 aprile 2009 pubblica l'EP I Love U Remixes, disponibile in download digitale. Tila aveva promesso la pubblicazione dell'album di debutto verso la fine del 2008, ma ciò non avvenne. Tila continua a registrare nuova musica e nel gennaio del 2010 autoproduce un altro suo EP Welcome to the Darkside, tramite la Little Miss Trendsetter, inc., società di cui lei stessa è presidente e associata all'imprenditore californiano Matthew Lichtenberg. Lo stesso anno fu aggredita con lanci di bottiglie sul palco durante un concerto, riportando diverse ferite. Dall'EP sceglie il singolo Walkin' On Thin Ice per produrne un video dove si immedesima in una donna maltrattata dal marito.
Successivamente tramite Twitter Tila comunica l'arrivo del suo nuovo singolo per l'estate 2011, si tratta di You Can Dance brano dallo stampo Dancepop che rivoluziona il genere dell'artista ma che non riesce ad entrare nelle classifiche mondiali.
Nel 2020 ha avviato una raccolta crowdfunding per poter incidere un album gospel, genere che ha deciso di frequentare dopo la sua conversione al cristianesimo.

### Televisione
Nel 2007 intraprende la carriera di modella che pratica ancora oggi ed è madrina di vari eventi in America nonostante sia sempre molto richiesta. A fine 2007 è stata la protagonista del reality show di MTV A Shot at Love with Tila Tequila. In questo programma Tila, che non ha mai fatto mistero della sua bisessualità (seppure ha dichiarato nel 2018 che si trattava solo di una finzione lavorativa), ha trascorso dieci settimane nella sua reggia con 16 ragazzi etero e 16 ragazze lesbiche, andando così alla ricerca del suo partner ideale, attraverso prove e competizioni, talvolta frammiste a scene di sesso softcore con espliciti scambi di effusioni.

### Pornografia
Ha girato alcuni filmati pornografici con un ex ragazzo e con attori hard, oltre ai citati siparietti soft del reality televisivo.

### Vita personale e stato di salute
Nel 2009 venne aggredita dal fidanzato di allora, il giocatore di football Shawne Merriman e ha avuto poi una relazione con l'ereditiera e socialite Casey Johnson, che è morta di diabete nel 2010.
Nel 2012, dopo un periodo di tossicodipendenza e problemi mentali è stata ricoverata d'urgenza dopo aver tentato il suicidio con ingestione di pillole, causandosi un aneurisma cerebrale, e in seguito portata in una clinica per la riabilitazione.
Ha due figlie, Isabella Monroe Nguyen (avuta col musicista e poeta Thomas Paxton Whitaker il 16 novembre 2014) e Annabelle Nguyen (nata ad agosto 2018). Whitaker nel 2016 ha tentato di avere la custodia esclusiva di Isabella a causa dell'instabilità psicologica della madre. Tila ha ammesso in passato di assumere molti psicofarmaci in quanto sofferente di grave depressione.

## Controversie

### Neonazismo
Dopo aver inizialmente manifestato simpatia per l'ebraismo e la cabala nel 2012, in seguito alla mancata accettazione da parte della comunità ebraica della sua "conversione", ha espresso più e più volte simpatia per Adolf Hitler e il neonazismo, postando ad esempio una foto su Instagram e Facebook con un vestito succinto con fascia nazista e cappello da SS, capelli biondi e pistola, e con Auschwitz sullo sfondo, e accanto una foto di Hitler con una bambina; nel post definisce il führer come «un ragazzo dolce e speciale che sognava di diventare un pittore... un artista geniale e in anticipo sul suo tempo» e afferma di non aver "mai detto di odiare qualcuno, ma sono un mostro solo perché provo compassione e perdono per persone come Hitler? Solo per aver cercato di aprire i vostri occhi sul fatto che Hitler non fosse così cattivo come è stato descritto?". Ha postato anche numerosi attacchi antisemiti specie contro personaggi pubblici ebrei come Sarah Silverman. Nel 2016 disse dell'opinionista Ben Shapiro, che «andrebbe gasato e rispedito in Israele», e poco dopo ha aggiunto che «ci sono solo due cose in questo mondo, per le quali sacrificherei volentieri la mia vita; la distruzione di tutti gli ebrei e la conservazione della razza bianca [...] sapete cosa aiuterà gli asiatici a guadagnare rispetto? Una versione asiatica di Adolf Hitler... Voglio essere io questa persona; voglio salvare il mondo da questa malattia sionista». Nonostante le sue origini asiatiche è sostenitrice del nazionalismo bianco e ha partecipato ad un incontro pubblico con il leader alt-right Richard B. Spencer (National Policy Institute) facendo il saluto nazista in una foto e twittando post neonazisti, dopo che Spencer aveva arringato la folla con il celebre saluto "Heil Trump". Per questo fatto e queste idee è stata bandita da Twitter, da Facebook, Instagram e il suo canale è stato rimosso anche da YouTube.

### Teorie del complotto
Ha detto di credere alla Terra piatta e alla teoria del complotto giudaico, oltre a svariate altre teorie cospirazioniste come quella sugli alieni rettiliani ideata da David Icke.

## Riconoscimenti
- AVN Awards
  - 2014: vincitrice – Best Celebrity Sex Tape

## Discografia

### EP
- Sex – 20 marzo 2007
- Welcome to the Darkside – 11 maggio 2010

### Singoli
- I Love U – 2007
- Stripper Friends – 2007
- Paralyze – 2008
- I Like To f**k (feat. B Dozier) - 2008
- POP ROX - 14 febbraio 2010
- I Fucked The DJ/ I Love My DJ - 13 aprile 2010
- You Can Dance - 26 luglio 2011

### Clip musicali
- No Woman, No Cry – cover di No Woman, No Cry di Bob Marley.
- Playgirl Central
- I Love U
- Stripper Friends
- Paralyze
- Walkin' On Thin Ice

## Filmografia

### Cinema
- Io vi dichiaro marito e... marito (2007)
- Tila Tequila Uncorked (2011)
- Masterminds (2013)

### Televisione
- Surviving Nugent (2003), reality show
- Pants-Off-Dance-Off (2006), reality show
- A Shot at Love with Tila Tequila (2007-2008), reality show
- The Great Debate (2009), reality show
- Celebrity Big Brother (2016), reality show